# باشگاه ورزشی ارتش نپال
باشگاه ارتش نپال، که با نام ارتش تریبهوان کلاب نیز شناخته می‌شود، باشگاه ورزشی ارتش نپال است که در کاتماندو مستقر است. در کریکت، آنها در لیگ برتر کریکت ملی داخلی و بعداً در جام یک روزه نخست وزیر بازی می‌کردند، در حالی که در فوتبال در لیگ دسته اول یادبود شهدا و لیگ ملی زنان بازی می‌کنند.